# アトミック・ドロップ
アトミック・ドロップ (Atomic Drop) は、プロレス技の一種である。日本語では原爆落とし（げんばくおとし）とも称される。

## かけ方
元祖はバディ・ロジャース（サニー・マイヤースという説もある）。相手の背後を取って大きく持ち上げ、自分の立て膝に向けて相手の臀部を打ち付ける。

## 主な使用者
- バディ・ロジャース
- サニー・マイヤース
- マリオ・ミラノ
- ドミニク・デヌーチ
- スタン・スタージャック
- スパイロス・アリオン
- アンドレ・ザ・ジャイアント[2]
- ディノ・ブラボー
- ボブ・バックランド
- ブルーザー・ブロディ
- ジェシー・ホワイト
- ジャイアント馬場 - 全盛時のロジャースと対戦した唯一の日本人レスラー。
- ストロング小林
- 坂口征二

技の性質上、自身よりも大きな相手にかけるのは難しいため、ロジャースやマイヤース以降の使い手には巨漢レスラーやパワーレスラーが多い。

## 類似技
- バックからではなく向かい合った状態の相手を持ち上げて仕掛けるアトミック・ドロップはリバース・アトミック・ドロップもしくはマンハッタン・ドロップとも呼ばれる。
- 同じようにバックから持ち上げて股間をロープに打ち付けたり（1986年5月30日、新日本プロレスの広島県立体育館大会で行われた坂口征二対アントニオ猪木戦で坂口が猪木に仕掛けてリングアウト勝ちを奪っている）、前方へと放り投げるアトミック・ホイップがある。
- ヒップ・アタックに対して膝を突き出して相手の尾てい骨に当てて切り返す戦法がある。流智美によるとグレート小鹿対越中詩郎戦で小鹿が越中に仕掛けて試合会場は爆笑に包まれたという（流は「ひとりアトミック・ドロップ状態」と書いている）。
- 相手を持ち上げるまでの動作が抱え式バックドロップと一緒なのでバックドロップと見せかけてアトミック・ドロップを繰り出したり、逆にアトミック・ドロップと見せかけてバックドロップを仕掛ける使い方が出来る。